# Fredhälls folkskola

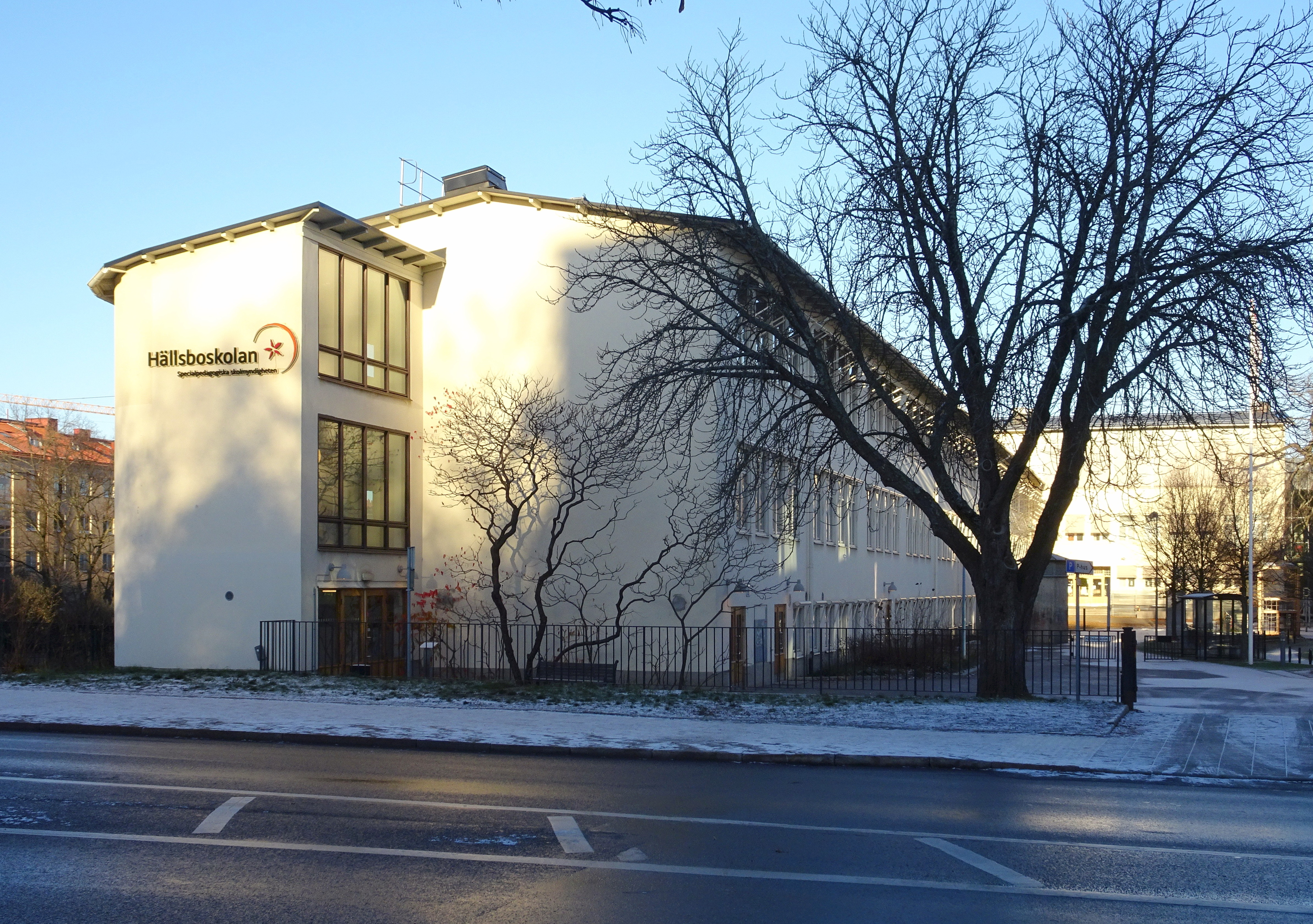
Hällsboskolan i f.d. Fredhälls folkskola, vy från Rålambsvägen.

Fredhälls folkskola är en skolbyggnad vid Rålambsvägen 34 i stadsdelen Marieberg på Kungsholmen i Stockholm. Byggnaden ritades som folkskola av arkitekt Paul Hedqvist och invigdes till höstterminen 1938. Sedan 2014 ligger Hällsboskolan i skolans lokaler som är en del av Campus Konradsberg. Fastigheten ägs och förvaltas av SISAB och är grönmärkt av Stadsmuseet i Stockholm vilket innebär ”särskilt värdefull från historisk, kulturhistorisk, miljömässig eller konstnärlig synpunkt”.

## Historik

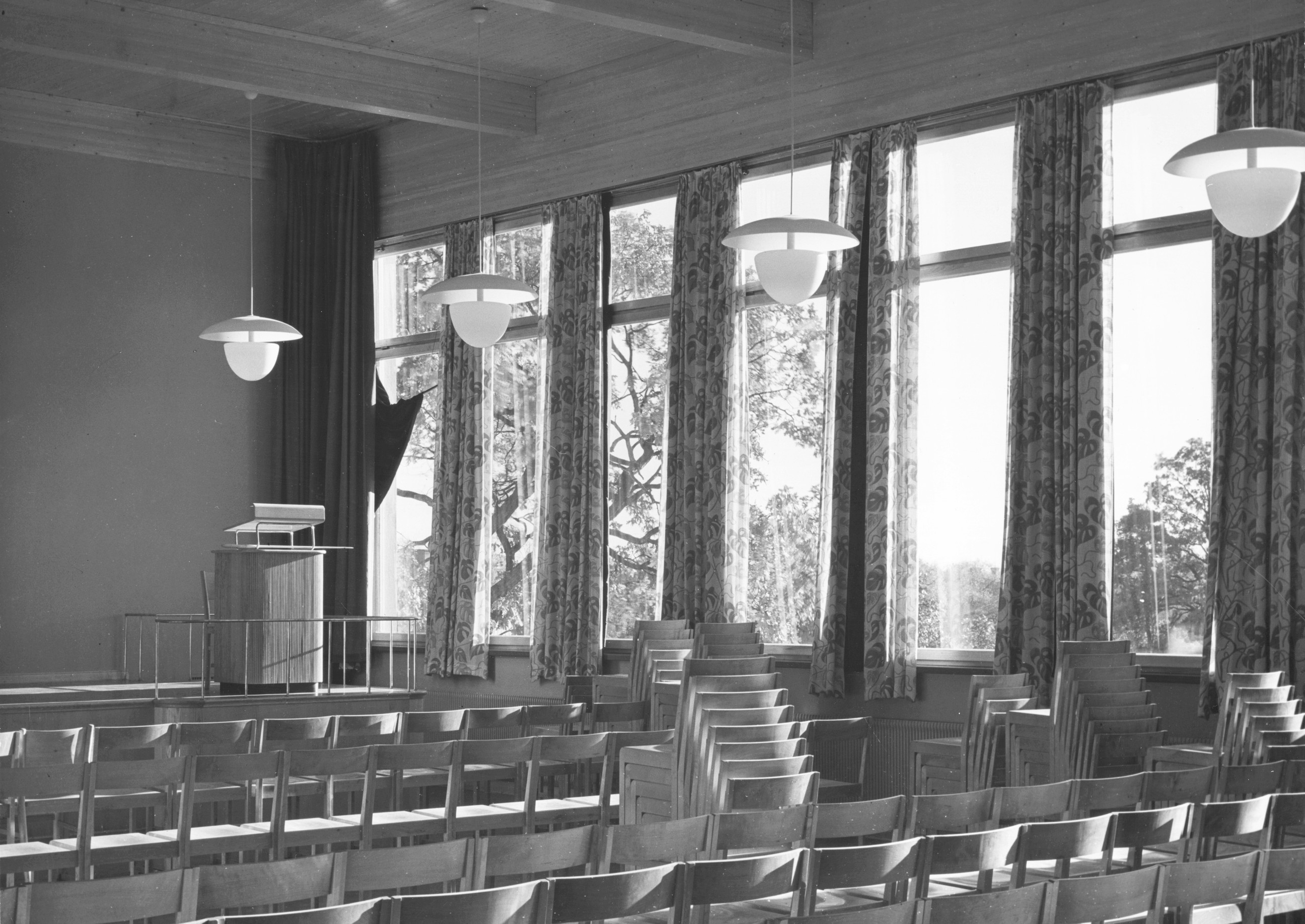
Samlingssalens interiör.

Fredhälls folkskola var den tredje folkskolan som Hedqvist ritade. En av hans närmaste medarbetare för detta projekt var Nils Tesch. De första skisserna härrör från 1937 och visade flera alternativa utföranden. Hedqvist hade samlat erfarenheter i ämnet från Bromma läroverk och Katarina realskola som han gestaltade 1934 respektive 1930. Liksom Katarina realskola blev även Fredhälls folkskola en skapelse i funktionalismens anda.
Folkskolan i Fredhäll kännetecknas av den långa klassrumslängan i två våningar plus souterrängvåning samt en vinkelställd kort byggnadskropp i tre våningar i norr. I den senare, kallad centralbyggnad, lade arkitekten huvudtrappan och här fanns ämnesrum, lärarrum, lärarbibliotek och liknande samt en samlingssal högst upp. Salen sträcker sig över två våningar och hade plats för 240 sittande och ytterligare 44 platser på balkongen. Rummet markerar sig utåt med stora fönster mot gården. I vinkeln mellan klassrumslängan och centralbyggnaden anordnade Hedqvist den djupt indragna huvudentrén. 
I klassrumslängans souterräng låg skolkök och matsal och i de övriga våningarna sammanlagd 20 klassrum. En rundad reservtrappa lade Hedqvist i slutet av klassrumslängan längst i söder. Formen avtecknar sig utåt i en likaså rundad och indragen trapphusbyggnad närmast Rålambsvägen. På fasaden mot väster (där numera Essingeleden i ett dike drar förbi) laborerade Hedqvist med fönster i två olika storlekar. Hållare i smide för blomlådor skulle förstärka rytmen. Från centralbyggnaden nåddes, via en glasad förbindelsegång, ytterligare en något kortare klassrumslänga som omslöt skolgården i norr och var avsedd för småskolan. 
Exteriört hade Hedqvist tänkt sig att fasaderna skulle uppföras i fasadtegel, ett gestaltningsgrepp som han använde sedan 1930-talet. Men av kostnadsskäl byggdes skolan med murtegel som putsades och avfärgades i ljus kulör. Besparingsförslaget hade framförts i anbudet av entreprenören Forss & Son som byggde skolan. Beställare var Stockholms folkskoledirektion. Skolans interiör är enkel och präglas av de för Hedqvist typiska naturmaterial: kalksten på golven i trappor och hallar, linoleum i samlingsrum, lärarrum och klassrummen samt ek i glaspartier och dörrar.
På 1940-talet byggdes skolan ut. Småskolan förlängdes med flera klassrum och en fristående gymnastikbyggnad med bad i källaren uppfördes. En helt ny byggnadsgrupp med bland annat en oktagonal matsal, expedition, tre klassrum och handarbetssal placerades mitt på skolgården. Småskolelängan är numera om- och tillbyggd, medan gymnastikbyggnaden och matsalsbyggnaden revs 2004 när nuvarande runda byggnaden för Manillaskolan kom på plats. Även en Stadsbiblioteket-filial med barn- och vuxenavdelning fanns i skolan.

## Historiska bilder

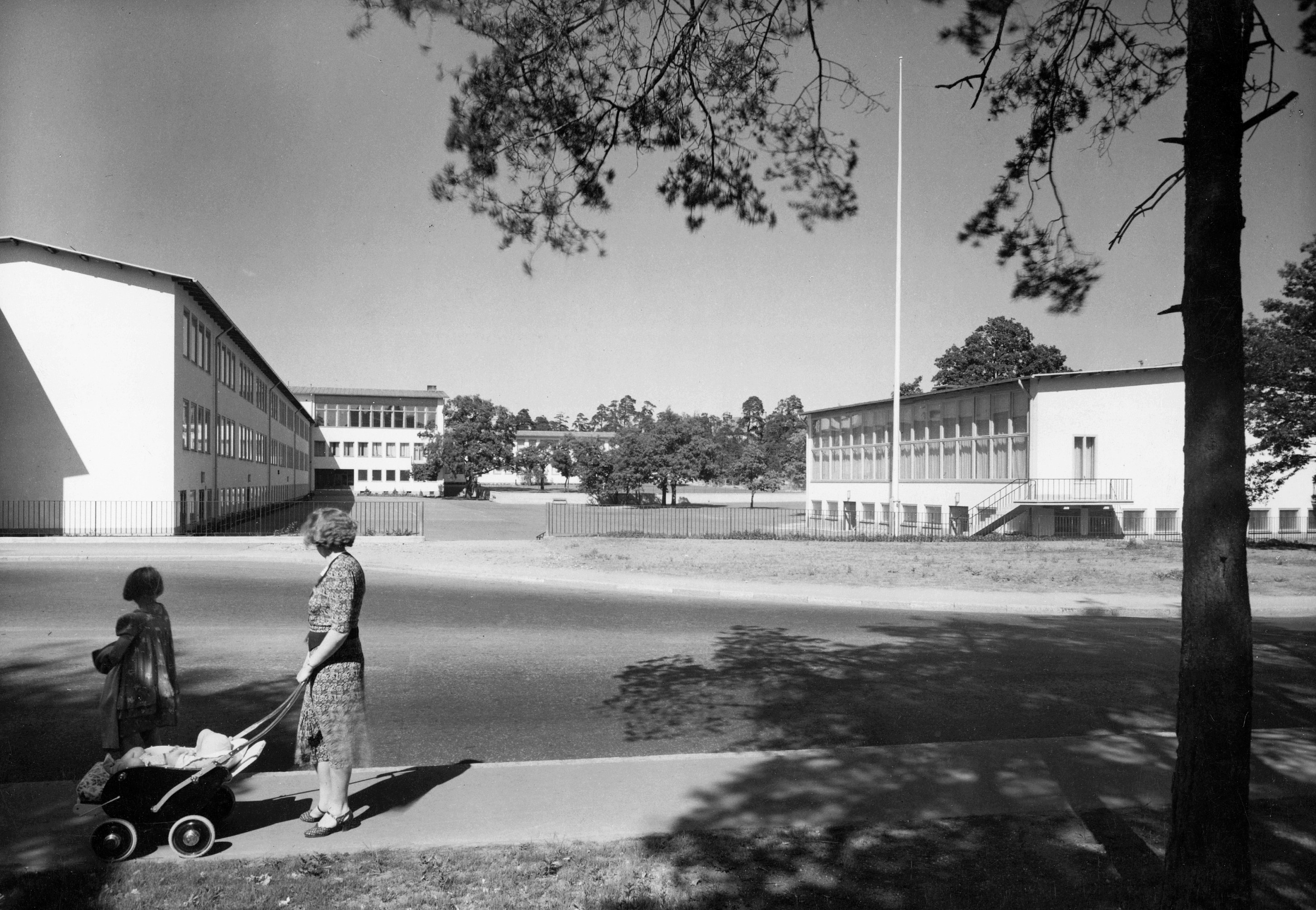
Fredhälls folkskola med gymnastikbyggnaden till höger.
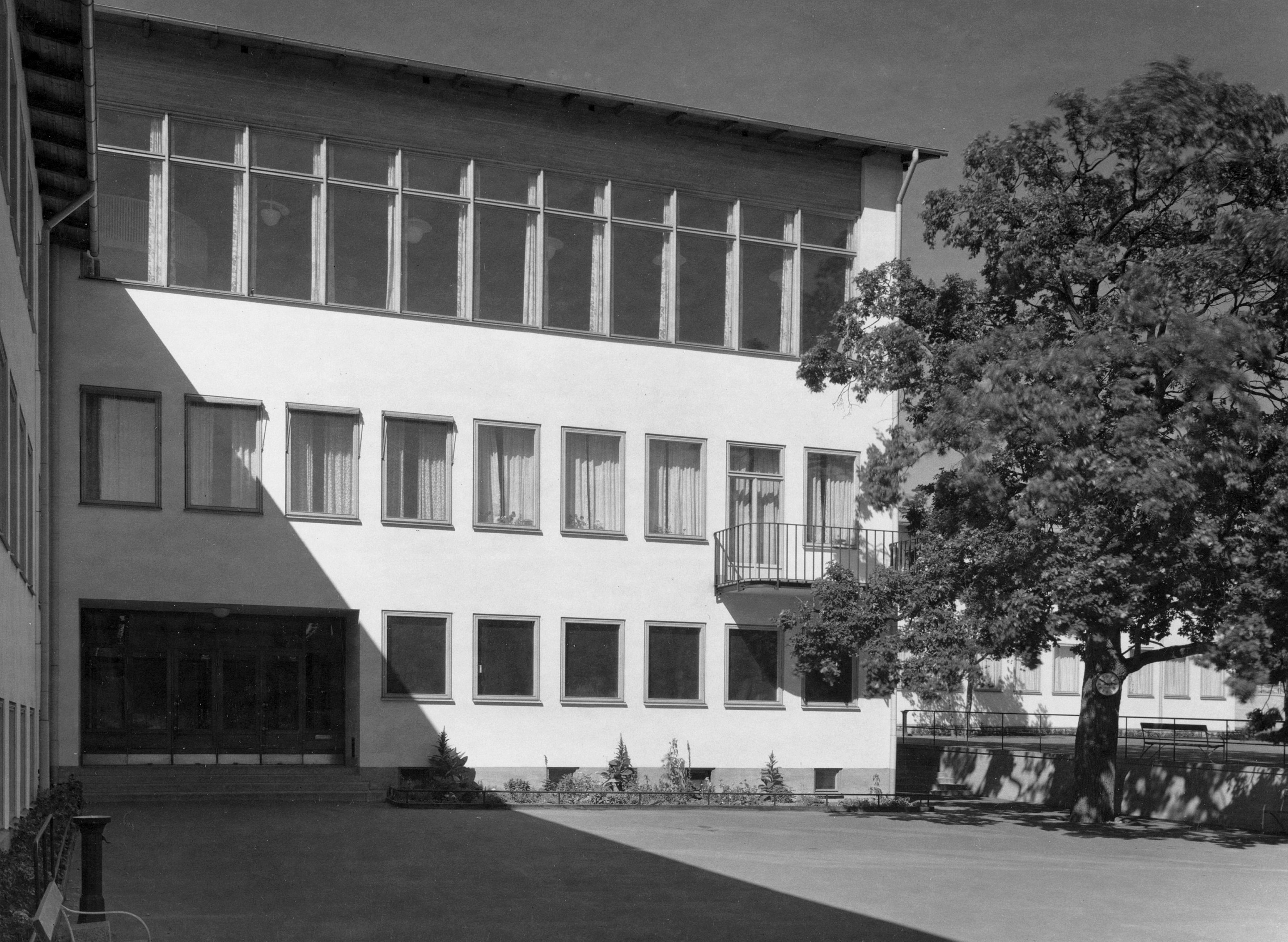
Centralbyggnaden med samlingssalen högst upp.
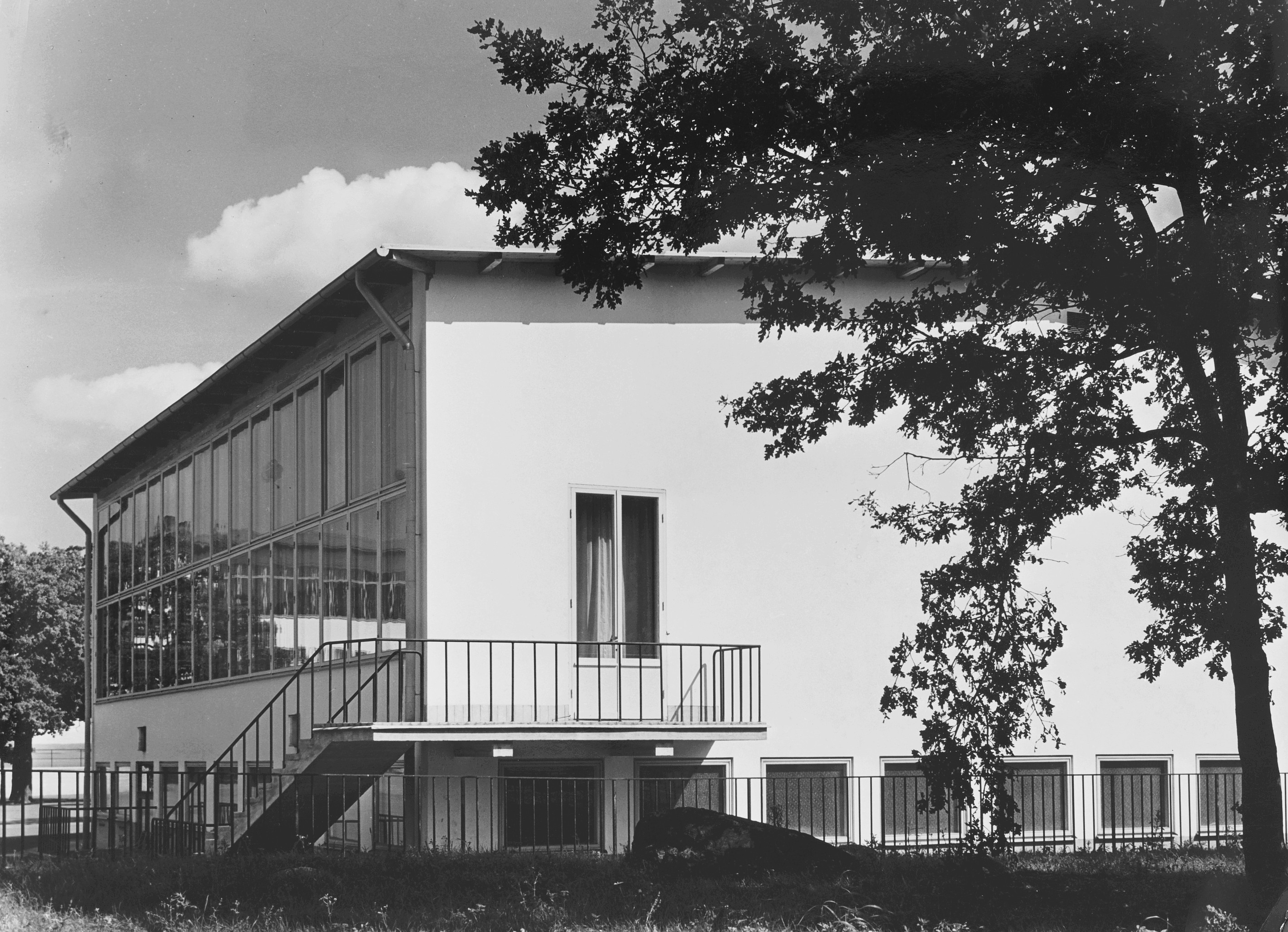
Gymnastikbyggnaden (riven).
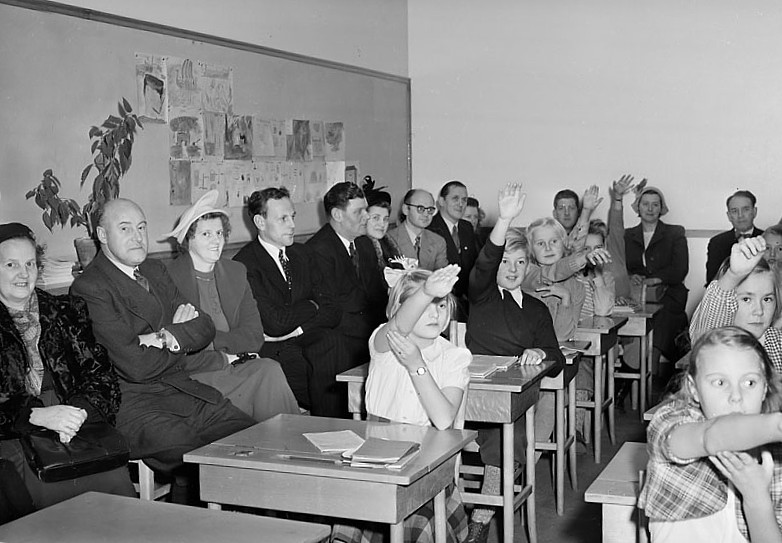
Elever och föräldrar under föräldramöte.
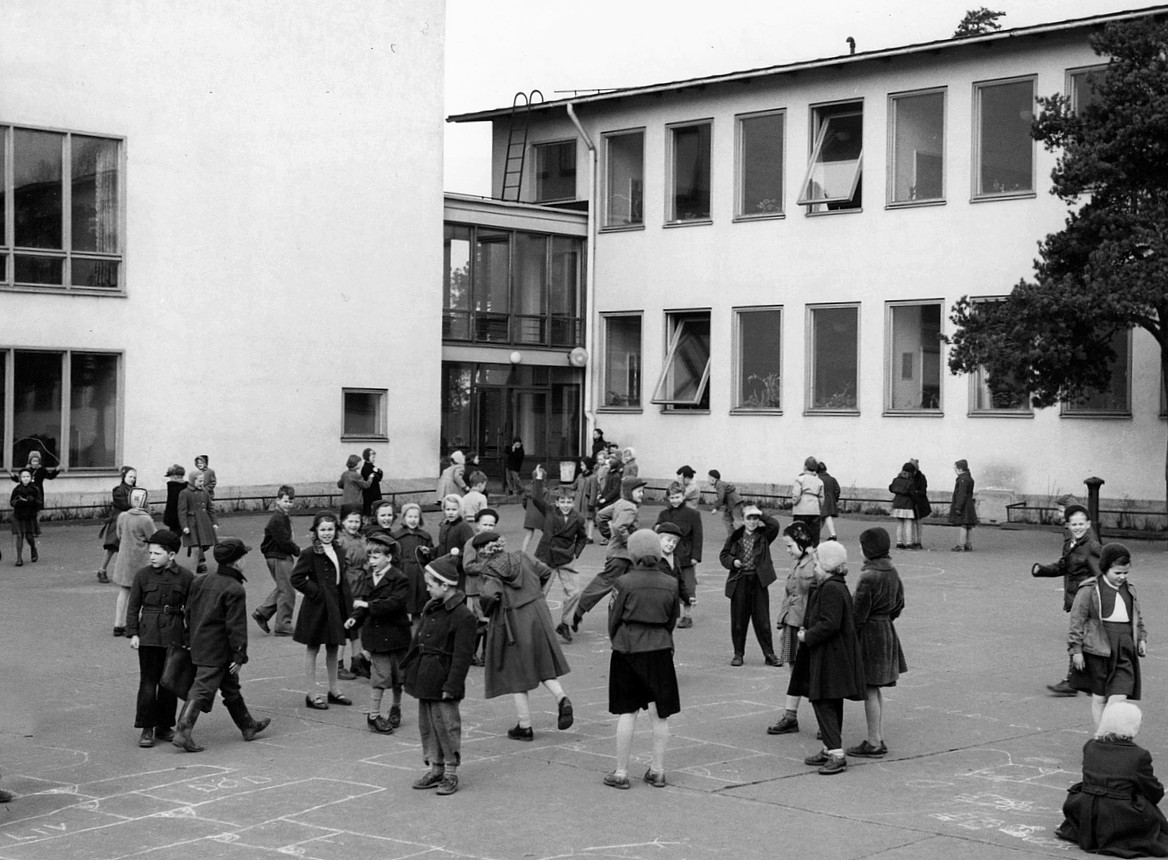
Barn på skolgården.

## Skolans vidare öden
Folkskoleverksamheten avvecklades successivt fram till 1958. Redan 1956 övertogs byggnaden av staten som inrättade Lärarhögskolans övningsskola, vilken existerade mellan 1958 och 1968. I början av 1960-talet schaktades in- och utfarten till Essingeledens Fredhällstunneln direkt väster om klassrumslängan. Åt det hållet vetter klassrummens korridorer, varför trafikstörningar kunde minimeras. Här sträckte sig ursprungligen Viktor Rydbergs gata ända upp till Drottningholmsvägen. Viktor Rydbergs gata 1 var även skolans ursprungliga adress.
Till och med 1970 användes lokalerna av Kungsholmens gymnasium, därefter igen av Lärarhögskolan. År 2014 anpassades interiören för ny verksamhet efter ritningar av AIX Arkitekter med Akademiska Hus som uppdragsgivare. Nya hyresgästen blev Hällsboskolan som är en specialskola för elever med grava språkproblem, från förskola till årskurs 10. I en del av byggnaden finns även Resurscenter, som också är en del av Specialpedagogiska skolmyndigheten.

## Nutida bilder

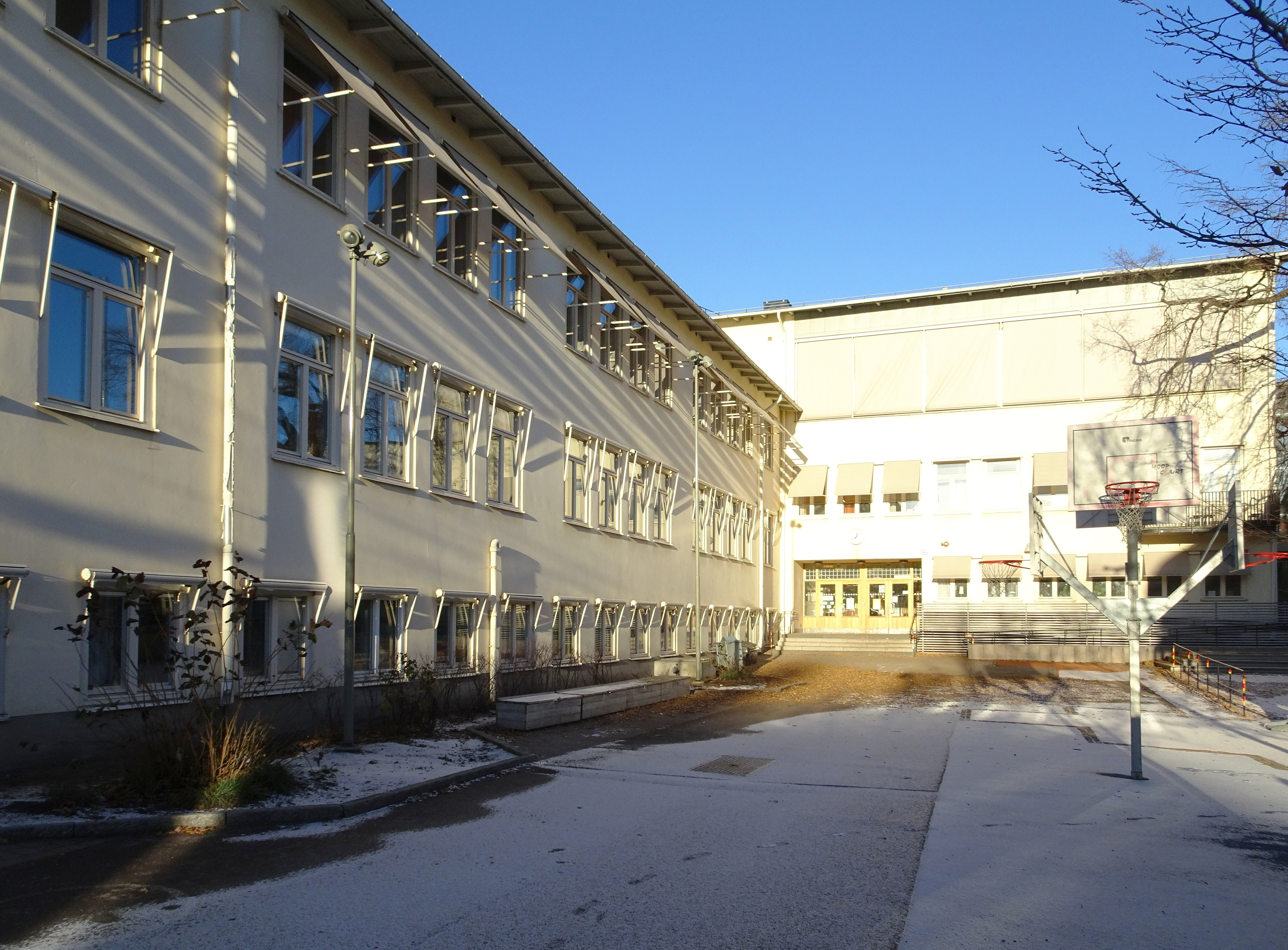
Klassrumslängan till vänster och centralbyggnaden rakt fram.
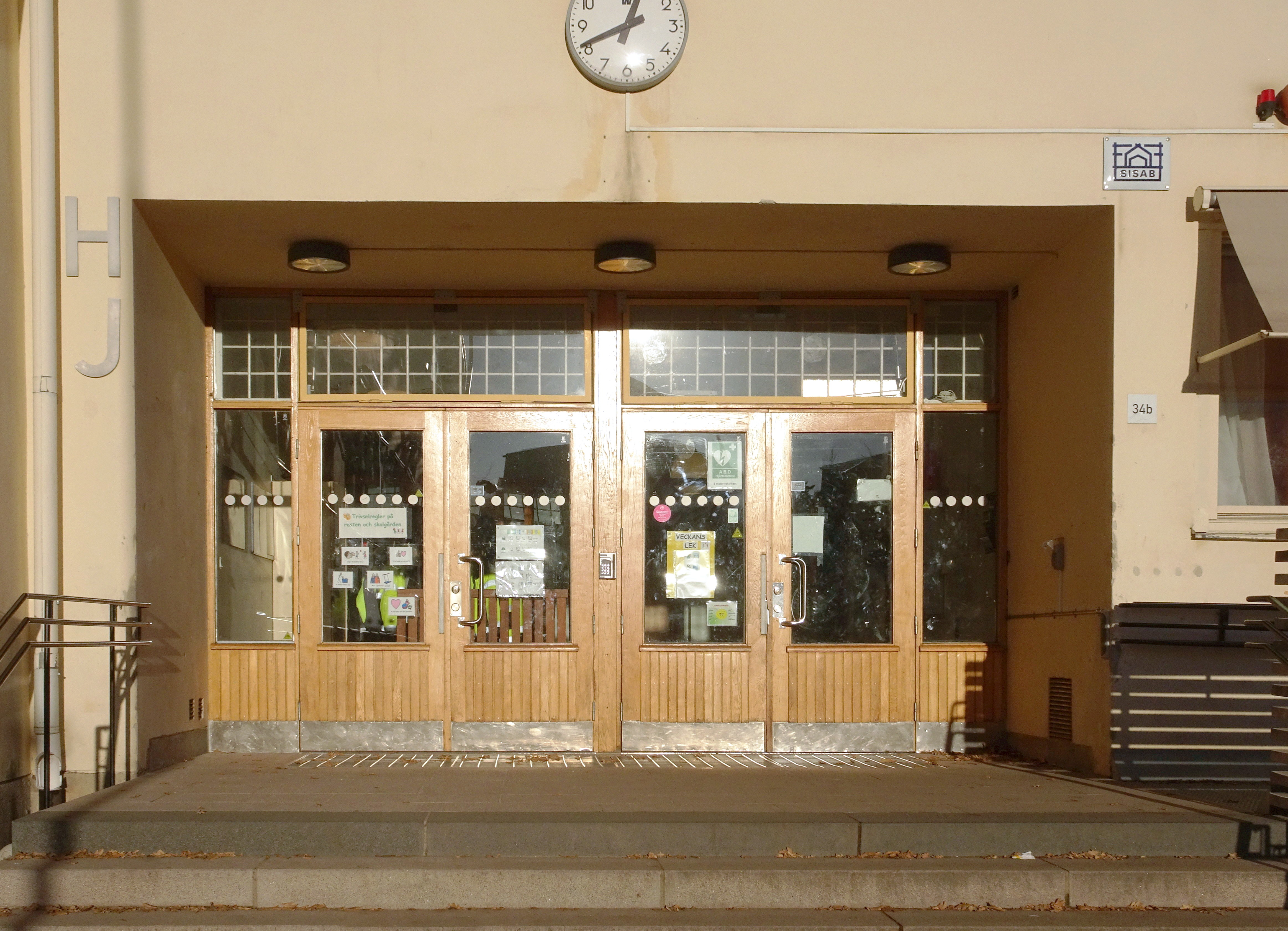
Huvudentrén.
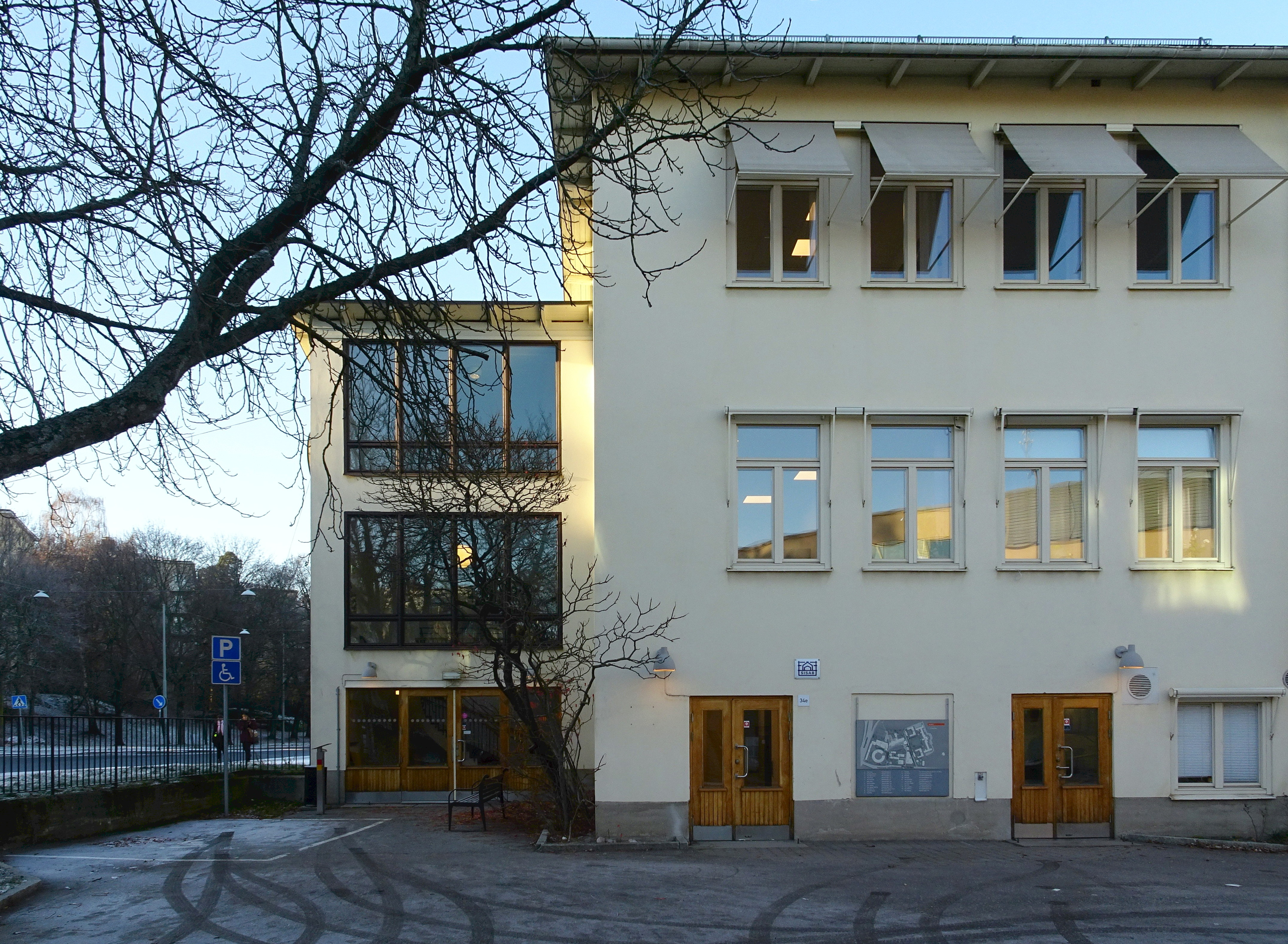
Sidoentrén.
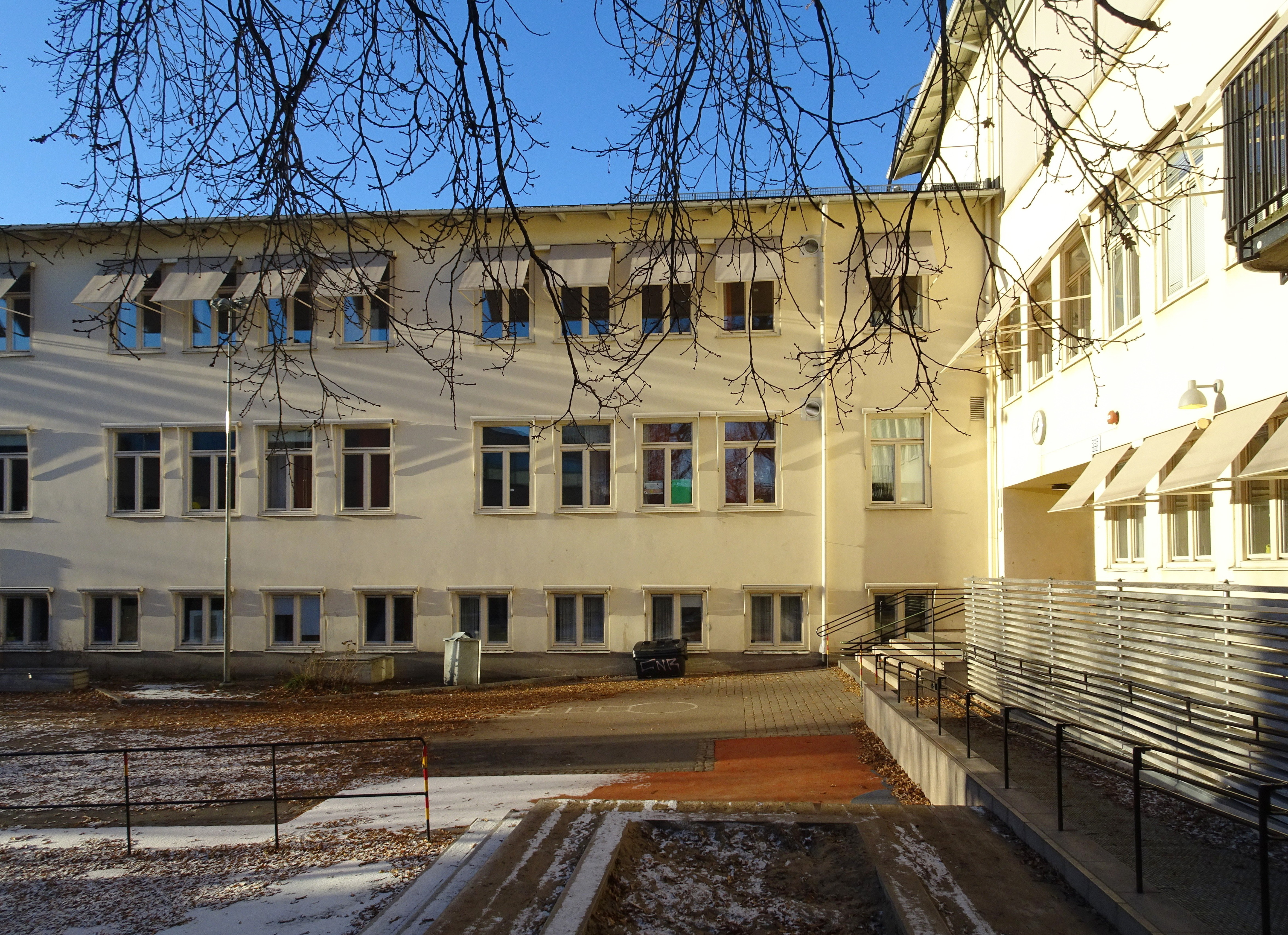
Centralbyggnaden till höger.
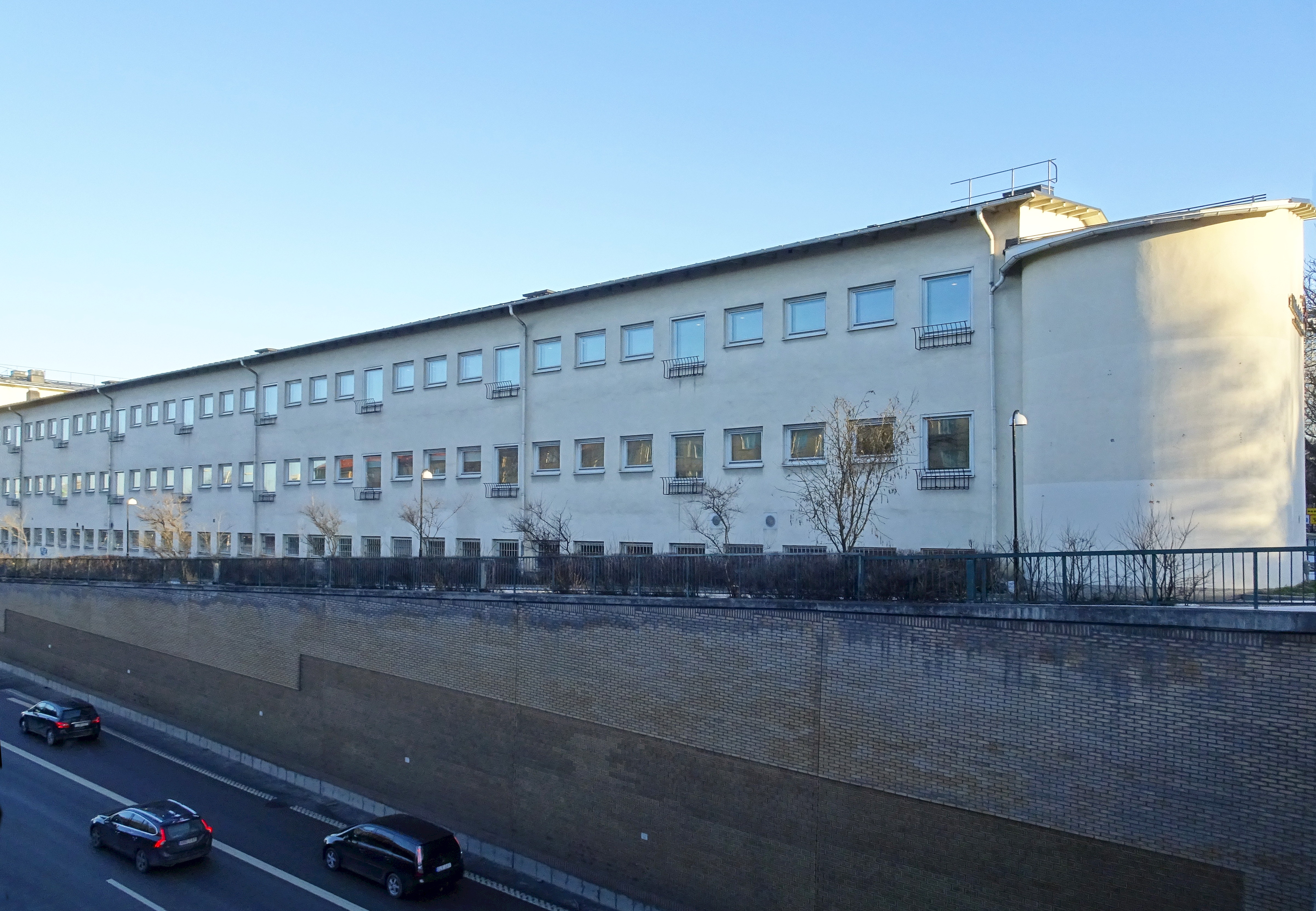
Klassrumslängan mot Essingeleden.